# New Haven, Connecticut
New Haven je grad u američkoj saveznoj državi Connecticut. Prema popisu stanovništva iz 2010. u njemu je živjelo 129.779 stanovnika.